# Нефтегорск (Самарска област)
Вижте пояснителната страница за други значения на Нефтегорск.
Нефтегорск (на руски: Нефтегорск) е град в Самарска област, Русия разположен на 103 км югоизточно от Самара. Населението му през 2010 година е 18 732 души.
Нефтегорск е основан през 1960 г. като селище за преработка на нефт. Получава статут на селище от градски тип през 1966 г. и на град през 1989 г.